# Phương Hoa (họa sĩ)
Phương Hoa (sinh năm 1957), tên đầy đủ là Nguyễn Thị Phương Hoa là một đạo diễn, họa sĩ phim hoạt hình người Việt Nam. Bà được biết đến là tác giả của bộ phim hoạt hình Xe đạp và được Nhà nước Việt Nam phong tặng danh hiệu Nghệ sĩ nhân dân vào năm 2012. Phương Hoa là người giành được nhiều Giải Bông Sen cho họa sĩ xuất sắc hạng mục Phim hoạt hình nhất tại các kỳ Liên hoan phim Việt Nam với 5 lần đoạt giải.

## Tiểu sử
Nguyễn Thị Phương Hoa sinh năm 1957 tại Hà Nội, là người con duy nhất Nghệ sĩ nhân dân Trần Vũ và Nghệ sĩ ưu tú Đức Hoàn. Với đặc thù công việc của bố mẹ, từ nhỏ bà đã được tham gia đóng các vai nhỏ trong một số bộ phim do bố mẹ của bà làm đạo diễn.
Khi đã xác định theo con đường hội họa, Phương Hoa thi đỗ vào Trường Đại học Mỹ thuật Việt Nam. Sau đó, bà tiếp tục đăng ký tuyển sinh du học tại Liên Xô để mở rộng kiến thức về hội họa; kết quả, bà trở thành 1 trong 2 sinh viên trúng tuyển chuyên ngành Họa cho phim tại Trường Đại học Điện ảnh quốc gia Liên bang Xô viết. Vì các du học sinh theo học ở đây phải học ngôn ngữ trong năm đầu, thời gian học chuyên ngành họa sĩ và bác sĩ kéo dài tới 7 năm, bà cảm thấy quá lâu trong khi bản thân đã có nền tảng hội họa, nên đã cùng người bạn học quyết tâm xin được học thẳng mà không phải học tiếng. Sau khi qua vòng kiểm tra, mong muốn của cả hai được chấp thuận. Ban đầu, Phương Hoa định theo học Thiết kế mỹ thuật cho phim điện ảnh vì quan niệm của bà rằng nghề này gần với hội họa hơn, nhưng khi được khuyên nên chọn Họa sĩ thiết kế trang phục hoặc Họa sĩ hoạt hình thì bà đã quyết định chọn hoạt hình.

## Sự nghiệp
Sau khi tốt nghiệp, Phương Hoa về nước và công tác tại Hãng phim Hoạt hình Việt Nam. Bộ phim hoạt hình đầu tay của ba với vai trò họa sĩ chính là Chuyện cổ thành ốc của đạo diễn Minh Trí, dù có mâu thuẫn nhỏ trong phương pháp làm việc, nhưng cuối cùng họ vẫn tiếp tục hoàn thành bộ phim. Với Chuyện cổ thành ốc, tại Liên hoan phim Việt Nam lần thứ 8 tổ chức tại Đà Nẵng, Phương Hoa đã giành được Giải Bông Sen cho họa sĩ chính xuất sắc.
Sau 13 năm trong vai trò họa sĩ (1985–1997), Phương Hoa đã 3 lần giành giải Họa sĩ hoạt hình xuất sắc tại 3 kỳ Liên hoan phim Việt Nam. Năm 1998, Phương Hoa lần đầu làm đạo diễn phim hoạt hình với bộ phim Chiếc ô đỏ, kịch bản do nhà biên kịch Phạm Sông Đông chuyển thể từ truyện ngắn cùng tên của nhà văn Phạm Hổ, bộ phim đã giành được giải Bông sen Bạc tại Liên hoan phim Việt Nam lần thứ 12 và giải B của Hội Điện ảnh Việt Nam. Thời gian này, Phương Hoa muốn tạo sự mới mẻ với một tác phẩm vượt ngoài khôn khổ của phim hoạt hình với nhiều tầng ý nghĩa hơn và tiếp cận được nhiều đối tượng khán giả sau nhiều tác phẩm theo phong cách trữ tình. Năm 2000, sau khi được đọc một kịch bản khoảng 300 từ của nhà biên kịch Sông Đông, với kịch bản chỉ vỏn vẹn 1 trang giấy, bà đã dựng thành bộ phim hoạt hình với tựa đề Xe đạp có thời lượng 5 phút. Năm 2001, Xe đạp đã giải được giải A của Hội Điện ảnh Việt Nam năm 2000. Tại Liên hoan phim Việt Nam lần thứ 13, bộ phim giành được ba giải Bông sen Vàng gồm phim hoạt hình xuất sắc, đạo diễn và biên kịch phim hoạt hình xuất sắc. Phương Hoa từng từ bỏ công việc tại Hãng phim hoạt hình để chuyển sang Nhà xuất bản Giáo dục, nhưng bà chỉ làm tại đây một năm rồi lại quay về với hãng phim. Năm 2004, bộ phim Chuyện về những đôi giày do bà đạo điễn giành được giải Cánh diều Vàng của Hội điện ảnh Việt nam; tại Liên hoan phim Việt Nam lần thứ 14, bộ phim giành được giải Bông sen Vàng, cá nhân Phương Hoa cũng có được Bông sen Vàng đạo diễn xuất sắc. Cùng năm, bà chuyển công tác sang Trung tâm sản xuât Phim truyền hình Việt Nam.
Dù nghỉ hưu từ năm 2012, bà vẫn tiếp tục tham gia một số phim hoạt hình, trong đó có chùm phim hoạt hình ngắn SOS, Hai cây nến, Những bức tượng. Năm 2013, Phương Hoa được Đài Truyền hình Việt Nam chọn làm họa sĩ kiêm đạo diễn dự án phim hoạt hình chuyển thể từ truyện ngắn Có hai con mèo nằm bên cửa sổ của nhà văn Nguyễn Nhật Ánh, dự định sẽ hoàn thành trong năm 2015, tuy nhiên dự án này sau đó không còn được nhắc đến. Năm 2017, bộ phim Truyền thuyết chiếc khăn Piêu đã mang về cho bà giải Họa sĩ xuất sắc tại Liên hoan phim Việt Nam lần thứ 20. Bà từng được chọn là Chủ tịch Ban giám khảo hạng mục phim hoạt hình của Liên hoan phim Việt Nam lần thứ 18 và lần thứ 22.
Năm 2017, Phương Hoa được trao tặng Giải thưởng Nhà nước về Văn học Nghệ thuật (lĩnh vực Điện ảnh) với các tác phẩm: Xe đạp, Chuyện về những đôi giày, Chiếc ô đỏ, Quái vật hồ sen và Truyện cổ Loa Thành.

## Tác phẩm
- Voi Cà Chua và Chim sẻ Su Su (Truyện tranh)[13]

| Năm  | Tựa đề                            | Vai trò                     | Nguồn |
| ---- | --------------------------------- | --------------------------- | ----- |
| 1987 | Chuyện cổ thành ốc                | Họa sĩ                      |       |
|      | Có một loài hoa                   | Họa sĩ                      | [ 3 ] |
|      | Gà con không nhận mẹ              | Họa sĩ                      | [ 3 ] |
| 1995 | Ông tướng canh đền                | Họa sĩ                      | [ 3 ] |
| 1995 | Chiếc vòng cổ                     | Họa sĩ                      | [ 3 ] |
| 1995 | Quỷ núi và tình yêu               | Họa sĩ                      | [ 3 ] |
| 1999 | Chiếc ô đỏ                        | Họa sĩ                      | [ 3 ] |
| 1999 | Tổ tiên loài ếch                  | Họa sĩ                      | [ 5 ] |
|      | Cô nàng dây cót                   |                             |       |
| 2000 | Xe đạp                            | Đạo diễn                    |       |
| 2002 | Xe đạp và ô tô                    | Đạo diễn                    |       |
| 2003 | Bản nhạc của thỏ trắng            | Đạo diễn                    |       |
| 2003 | Chuyện về những đôi giày          | Đạo diễn                    | [ 5 ] |
| 2005 | Chuyện cổ Loa Thành               | Đạo diễn                    |       |
| 2005 | Lá cây và lông vũ                 | Đạo diễn                    |       |
| 2009 | Chiếc đèn đẹp nhất                | Đạo diễn                    |       |
| 2009 | Người con của rồng                | Họa sĩ                      |       |
| 2011 | Quái vật hồ sen                   | Đạo diễn                    |       |
| 2012 | Voi Cà chua và chim sẻ Su Su      |                             | [ 8 ] |
| 2017 | Truyền thuyết chiếc khăn Piêu     | Họa sĩ                      |       |
|      | SOS, Hai cây nến, Những bức tượng | Đạo diễn                    |       |
| 2020 | Khúc gỗ mục                       | Đạo diễn, họa sĩ, biên kịch |       |

## Thành tựu
- Nghệ sĩ nhân dân (2012).[14][15]
- Giải thưởng Nhà nước về Văn học Nghệ thuật (2017).[16]

### Giải thưởng và đề cử
| Năm  | Lễ trao giải                                 | Hạng mục                | Tác phẩm                          | Kết quả        | Nguồn       |
| ---- | -------------------------------------------- | ----------------------- | --------------------------------- | -------------- | ----------- |
| 1988 | Liên hoan phim Việt Nam lần thứ 8            | Họa sĩ xuất sắc         | Chuyện cổ thành ốc                | Đoạt giải      | [ 17 ]      |
| 1993 | Liên hoan phim Việt Nam lần thứ 10           | Họa sĩ xuất sắc         | Ông tướng canh đền, Chiếc vòng cổ | Đoạt giải      | [ 18 ]      |
| 1993 | Liên hoan phim Việt Nam lần thứ 10           | Phim hoạt hình          | Ông tướng canh đền                | Bông sen bạc   | [ 5 ]       |
| 1996 | Giải thưởng Hội Điện ảnh Việt Nam 1995       | Phim hoạt hình          | Quỷ núi và tình yêu               | Giải B         | [ 5 ]       |
| 1996 | Liên hoan phim Việt Nam lần thứ 11           | Phim hoạt hình          | Quỷ núi và tình yêu               | Bông sen bạc   | [ 5 ]       |
| 1996 | Liên hoan phim Việt Nam lần thứ 11           | Họa sĩ xuất sắc         | Quỷ núi và tình yêu               | Đoạt giải      | [ 19 ]      |
| 1999 | Liên hoan phim Việt Nam lần thứ 12           | Phim hoạt hình          | Chiếc ô đỏ                        | Bông sen bạc   | [ 20 ]      |
| 1999 | Liên hoan phim Việt Nam lần thứ 12           | Họa sĩ xuất sắc         | Tổ tiên loài ếch, Cô nàng dây cót | Đoạt giải      | [ 21 ]      |
| 2000 | Liên hoan phim châu Á–Thái Bình Dương lần 45 | Phim hoạt hình xuất sắc | Xe đạp                            | Đề cử          |             |
| 2001 | Liên hoan phim Việt Nam lần thứ 13           | Phim hoạt hình          | Xe đạp                            | Bông sen vàng  | [ 3 ] [ 5 ] |
| 2001 | Liên hoan phim Việt Nam lần thứ 13           | Đạo diễn xuất sắc       | Xe đạp                            | Đoạt giải      | [ 3 ]       |
| 2001 | Giải thưởng Hội Điện ảnh Việt Nam 2000       | Phim hoạt hình          | Xe đạp                            | Giải A         | [ 3 ] [ 5 ] |
| 2003 | Giải Cánh diều 2002                          | Đạo diễn xuất sắc       | Xe đạp                            | Đoạt giải      | [ 3 ] [ 5 ] |
| 2003 | Giải Cánh diều 2002                          | Phim hoạt hình          | Xe đạp và ô tô                    | Cánh diều vàng | [ 20 ]      |
| 2004 | Giải Cánh diều 2003                          | Phim hoạt hình          | Chuyện về những đôi giày          | Cánh diều vàng | [ 7 ]       |
| 2004 | Liên hoan phim Việt Nam lần thứ 14           | Phim hoạt hình          | Chuyện về những đôi giày          | Bông sen vàng  | [ 5 ]       |
| 2004 | Liên hoan phim Việt Nam lần thứ 14           | Đạo diễn xuất sắc       | Chuyện về những đôi giày          | Đoạt giải      | [ 5 ]       |
| 2006 | Giải Cánh diều 2005                          | Đạo diễn xuất sắc       | Lá cây và lông vũ                 | Đoạt giải      | [ 20 ]      |
| 2007 | Liên hoan phim Việt Nam lần thứ 16           | Phim hoạt hình          | Chuyện cổ Loa Thành               | Bằng khen      |             |
| 2011 | Giải Cánh diều 2010                          | Phim hoạt hình          | Người con của Rồng                | Cánh diều vàng | [ 22 ]      |
| 2012 | Giải Cánh diều 2011                          | Phim hoạt hình          | Quái vật hồ sen                   | Bằng khen      | [ 23 ]      |
| 2017 | Liên hoan phim Việt Nam lần thứ 20           | Họa sĩ xuất sắc         | Truyền thuyết chiếc khăn Piêu     | Đoạt giải      | [ 2 ]       |
| 2021 | Giải thưởng Thiếu nhi Dế Mèn lần thứ 2       | Khát vọng Dế Mèn        | Khúc gỗ mục                       | Đoạt giải      | [ 24 ]      |

## Đời tư
Sau khi về nước, Phương Hoa kết hôn với người chồng đầu tiên và sinh được 1 người con trai. Người chồng thứ hai của bà là đồng nghiệp tại Hãng phim Hoạt hình Việt Nam – Nghệ sĩ nhân dân Phạm Minh Trí, ông là người đã 3 lần nhận giải thưởng Đạo diễn xuất sắc cho phim hoạt hình tại các kỳ Liên hoan phim Việt Nam. Họ có chung với nhau 1 người con gái. Người con trai của bà là đạo diễn Nguyễn Thế Vinh, là đạo diễn của Hãng phim truyện 1.